# Resclosa

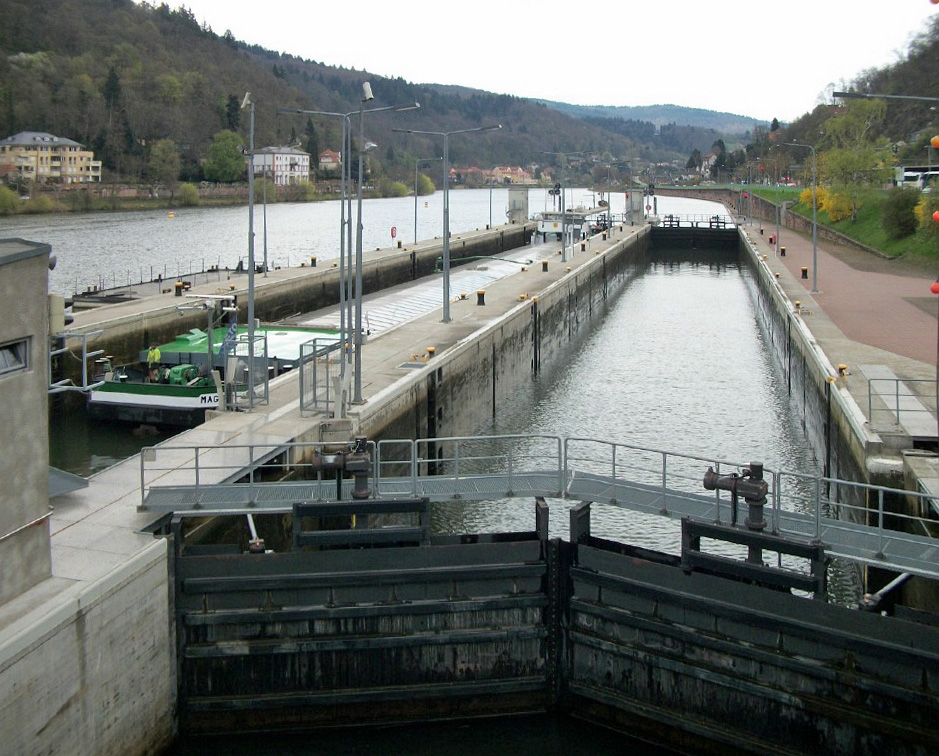
resclosa al riu Neckar a Heidelberg a Alemanya

Una resclosa és una obra hidràulica utilitzada per fer pujar i baixar vaixells, bots i altres embarcacions entre extensions d'aigua de diferents nivells en vies fluvials i canals navegables. Permet salvar els desnivells existents en certs canals navegables, facilitant el pas dels vaixells, simplement, fent augmentar o disminuir el nivell de l'aigua dins la resclosa, pel principi dels vasos comunicants. Els seus compartiments poden formar part de les estructures complementàries d'una presa, quan aquesta es construeix sobre rius navegables.
La característica distintiva d'una resclosa és una cambra, tancada per comportes, on es pot variar el nivell de l'aigua; mentre que en una resclosa de calaix, en un elevador de vaixells o en un pla inclinat d'un canal, és la pròpia cambra (normalment llavors anomenada calaix) la que puja i baixa.

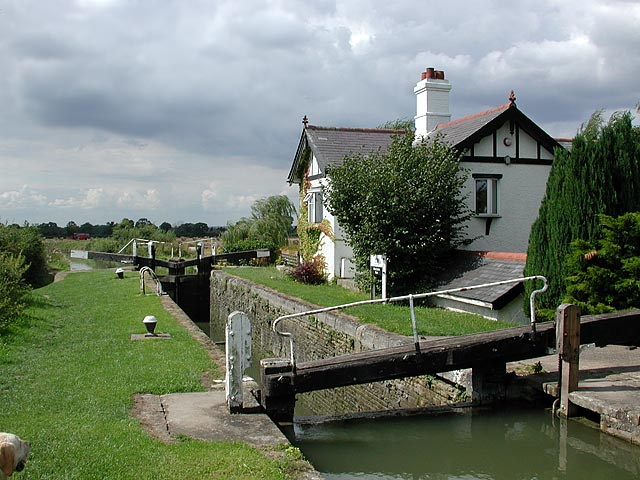
Resclosa del canal i cabana del guardià de la resclosa al braç Aylesbury del Grand Union Canal a Marsworth a Hertfordshire, Anglaterra

Les rescloses s'utilitzen per fer que un riu sigui més fàcilment navegable o per permetre que un canal travessi terrenys que no estan anivellats. Els canals més moderns utilitzen rescloses grans per permetre agafar una ruta més directa.

## Història

### Resclosa simple

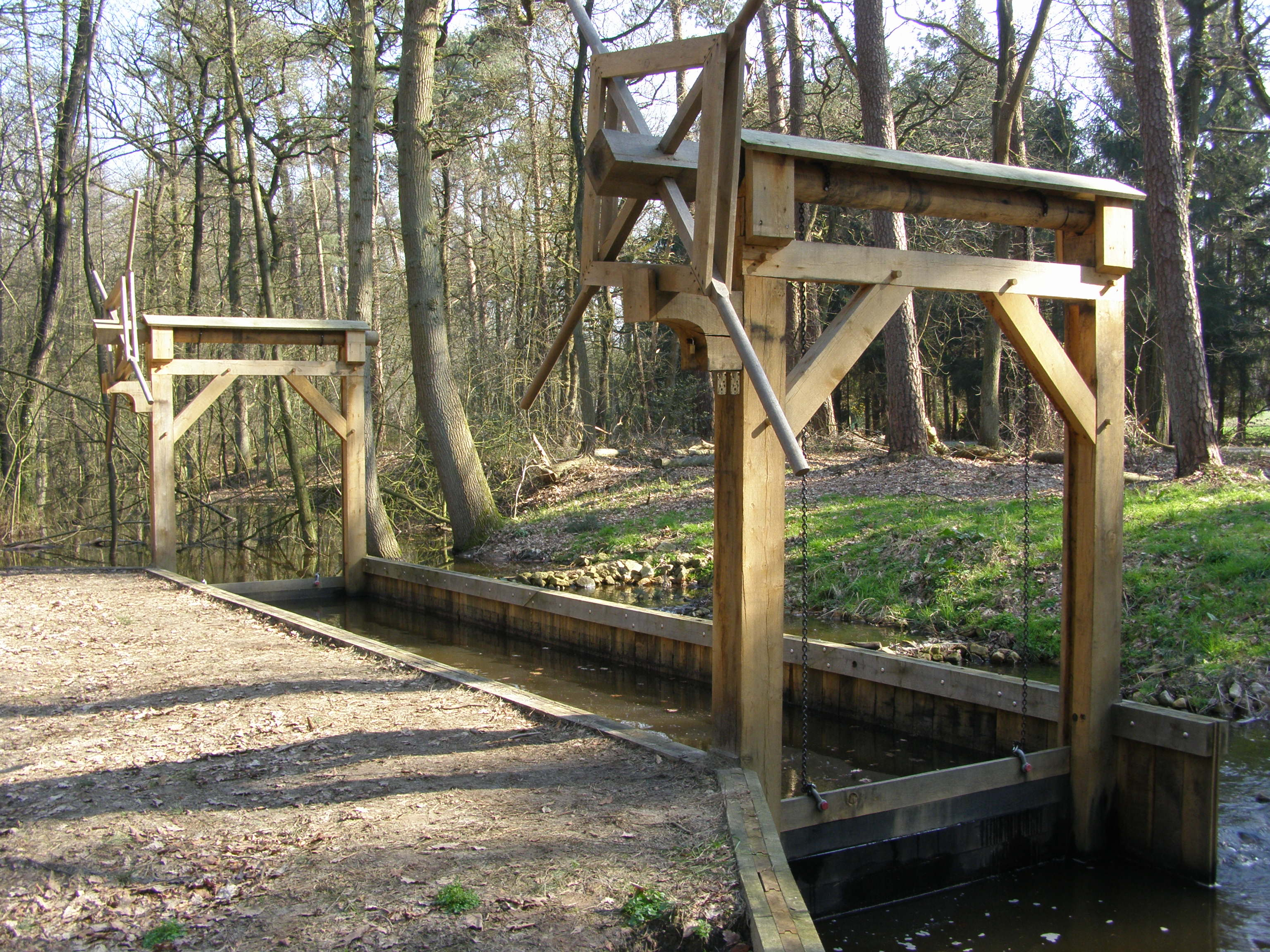
Antiga resclosa de riu, parc aquàtic Lankheet, Països Baixos

L'estructura natural de la resclosa era tenir una porta superior (o un parell de portes) per formar una “cambra” intermèdia que era tot el que necessitava buidar-se quan passava un vaixell. Aquest tipus de resclosa, anomenada resclosa simple, era coneguda a la Xina imperial ia l'antiga Europa i va ser utilitzada pels enginyers grecs al Canal dels Faraons sota Ptolemeu II (284 a 246 a. C.), quan els enginyers van resoldre el problema de superar la Diferència d'alçada a través de rescloses del canal.
Les rescloses es van utilitzar per primera vegada a la Xina medieval durant la dinastia Song (960-1279 d .C.). Songshi o Història de la dinastia Song, volum 307, biografia 66, registra com Qiao Weiyue, un administrador fiscal d'alt rang, es va sentir frustrat per les freqüents pèrdues sofertes quan les seves barcasses de grans van naufragar al riu Oest prop de Huai'an a Jiangsu. . Va descobrir que els soldats en una grada doble havien conspirat amb bandits per destrossar pesades barcasses imperials per poder robar el gra vessat. El 984, Qiao va instal·lar un parell de comportes a dos-cents cinquanta peus de distància, tota l'estructura techada com un edifici. En ubicar dues portes fermes tan a prop una de l'altra, Qiao havia creat un curt tram de canal, en realitat una resclosa, que s'omplia des del canal de dalt aixecant bigues de fusta individuals a la porta superior i es buidava al canal de a baix baixant bigues de fusta a la part superior. la porta superior i les que s'eleven a la inferior.

### Resclosa amb parets de terra

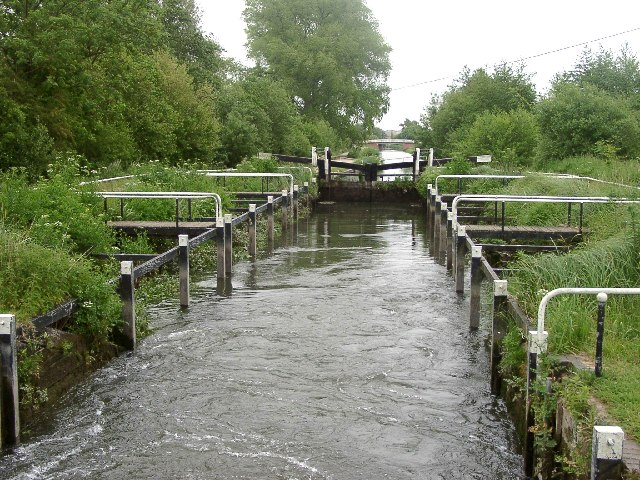
La resclosa Monkey Marsh amb parets de gespa al canal Kennet i Avon a Thatcham

Una resclosa amb costats de gespa és una forma primerenca de disseny de rescloses de canal que utilitza bancs de terra per formar la cambra de la resclosa, atraient pastures i una altra vegetació, en lloc de les ara més familiars i esteses construccions de murs de rescloses de maó, pedra o formigó. Aquest disseny de primerenca es va utilitzar amb més freqüència en la navegació fluvial a principis del segle XVIII, abans de l'arribada dels canals a Gran Bretanya. Els costats del forrellat per a gespa estan inclinats, per la qual cosa, quan és ple, el forrellat és força ample. En conseqüència, aquest tipus de resclosa necessita més aigua per funcionar que les rescloses amb parets de maó o pedra de costats verticals. Als canals i vies navegables britàniques, la majoria de les rescloses amb parets de gespa han estat reconstruïdes posteriorment en maó o pedra, per la qual cosa només sobreviuen uns pocs bons exemples, com a Garston Lock i Monkey Marsh Lock, al canal Kennet i Avon.

## Resclosa simple

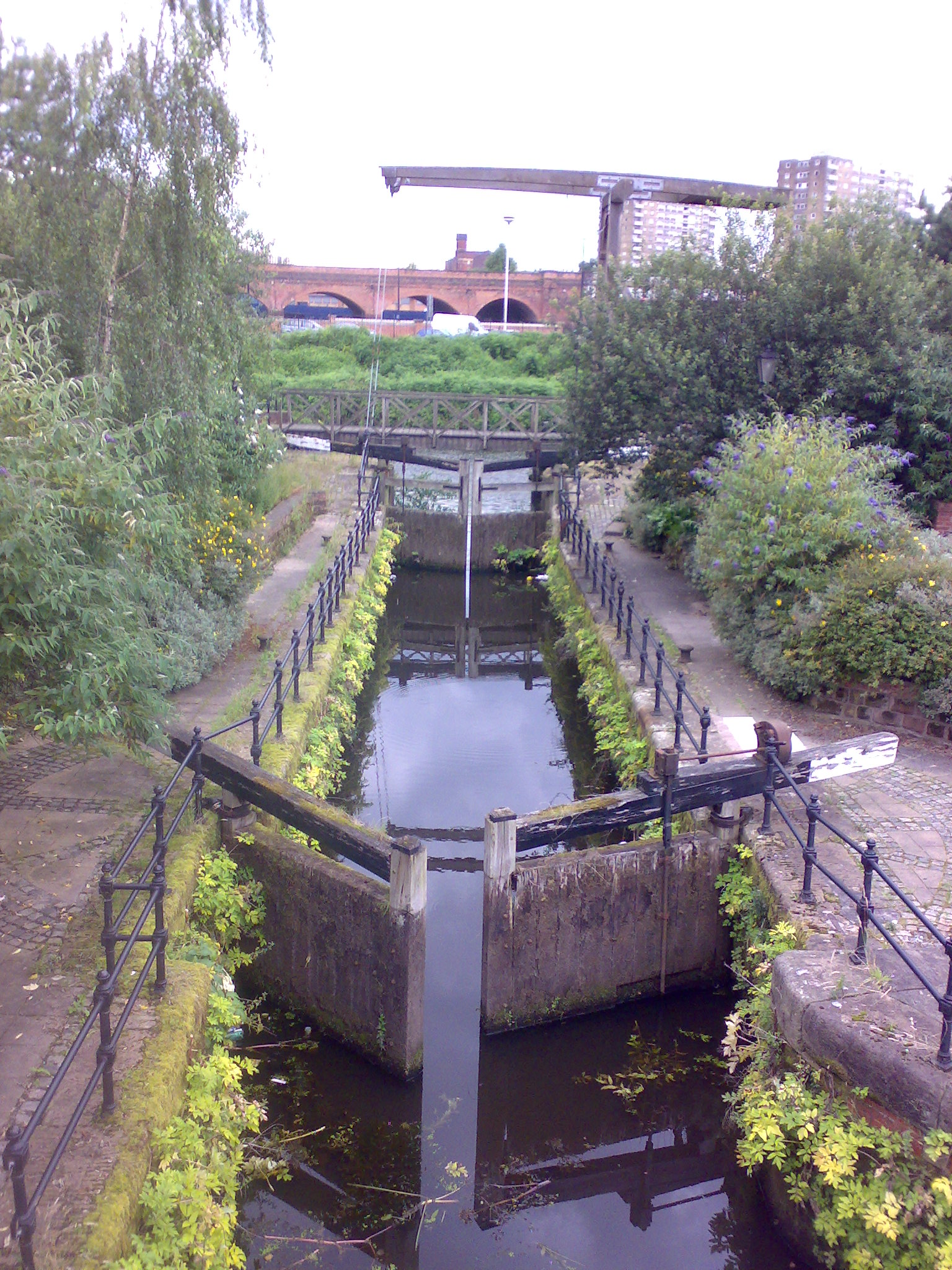
Resclosa simple

La resclosa simple és el tipus més usat en canals i rius actualment. Una resclosa simple té una cambra amb comportes als dos extrems que controlen el nivell d'aigua a la lliura. Per contra, un disseny anterior amb una sola porta es coneixia com a resclosa tipus assut.

Les rescloses simples es van utilitzar per primera vegada a la Xina durant la dinastia Song (960-1279 dC), i van ser iniciades pel polític i enginyer naval Song Qiao Weiyue el 984. Van reemplaçar les grades dobles anteriors que havien causat problemes i són esmentades per l'erudit xinès Shen Kuo (1031-1095) al seu llibre Dream Pool Essays (publicat el 1088), i descrites completament en el text històric xinès Song Shi (compilat el 1345):
La distància entre les dues rescloses era d'una mica més de cinquanta passes, i tot l'espai estava cobert per un gran sostre com a cobert. Les portes eren "portes penjants"; quan es tancaven l'aigua s'acumulava com una marea fins a assolir el nivell requerit, i després arribat el moment es deixava sortir.

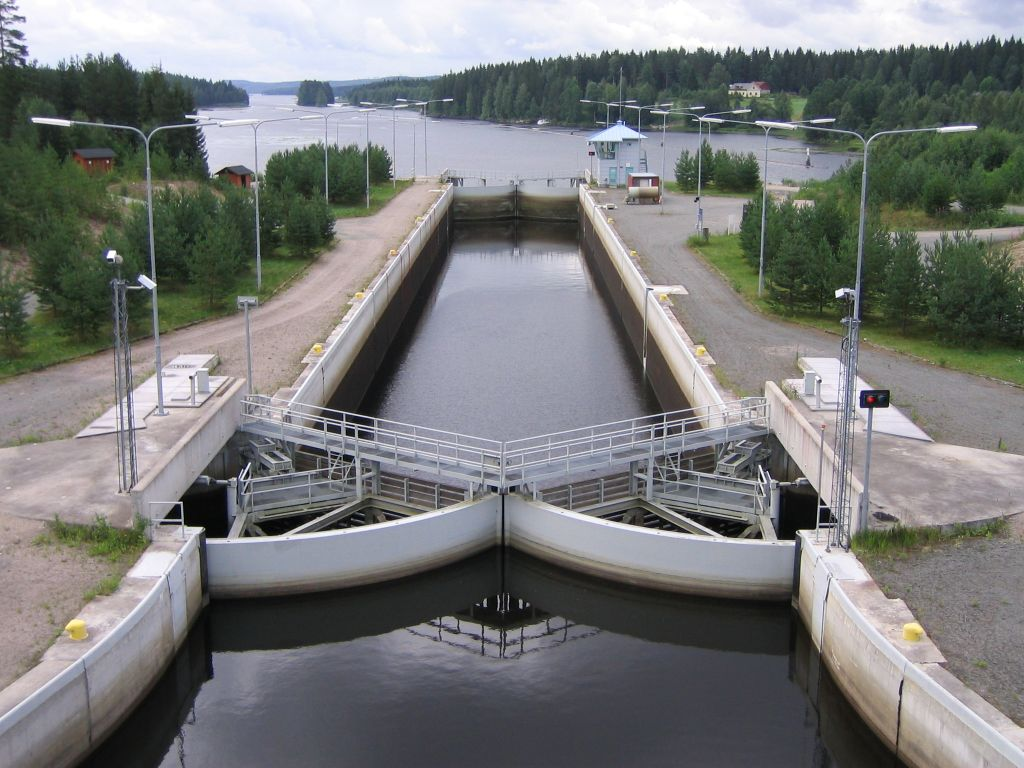
Una resclosa al canal Keitele- Päijänne a Äänekoski, al centre de Finlàndia

El nivell de l'aigua podria diferir de 4 o 5 peus (1,2 o 1,5 m) a cada resclosa i al Gran Canal el nivell es va elevar d'aquesta manera fins a 138 peus (42 m).
A l'Europa medieval, el 1373 es va construir una mena de resclosa a Vreeswijk, Països Baixos. Aquesta resclosa donava servei a molts vaixells alhora en una gran dàrsena. No obstant això, la primera resclosa autèntica es va construir el 1396 a Damme, prop de Bruges, Bèlgica. L'italià Bertola da Novate (c. 1410-1475) va construir rescloses de 18 lliures al Naviglio di Bereguardo (part del sistema de canals de Milà patrocinat per Francesco Sforza) entre 1452 i 1458.

## Construcció i funcionament bàsic

Un pla i una vista lateral d'una resclosa de canal buida i genèrica. Una cambra de resclosa separada de la resta del canal per un parell superior i un parell inferior de comportes de mitra. Les comportes de cada parell es tanquen entre si en un angle de 18° per aproximar-se a un arc contra la pressió de l'aigua al costat "aigües amunt" de les comportes quan el nivell de l'aigua al costat "aigües avall" és més baix.

| Per a un vaixell que va riu amunt: | Per a un vaixell que va riu amunt:            |        | Per a un vaixell que va riu avall:                 | Per a un vaixell que va riu avall: |
| 1–2.                               | El vaixell entra a la resclosa.               | 8–9.   | El vaixell entra a la resclosa.                    |                                    |
| 3.                                 | Les portes inferiors estan tancades.          | 10.    | Les portes superiors estan tancades.               |                                    |
| 4–5.                               | La resclosa s'omple amb aigua d'aigües amunt. | 11–12. | La resclosa es buida drenant l'aigua aigües avall. |                                    |
| 6.                                 | Les portes superiors estan obertes.           | 13.    | S'obren les portes inferiors.                      |                                    |
| 7.                                 | El vaixell surt de la resclosa.               | 14.    | El vaixell surt de la resclosa.                    |                                    |

### Elements

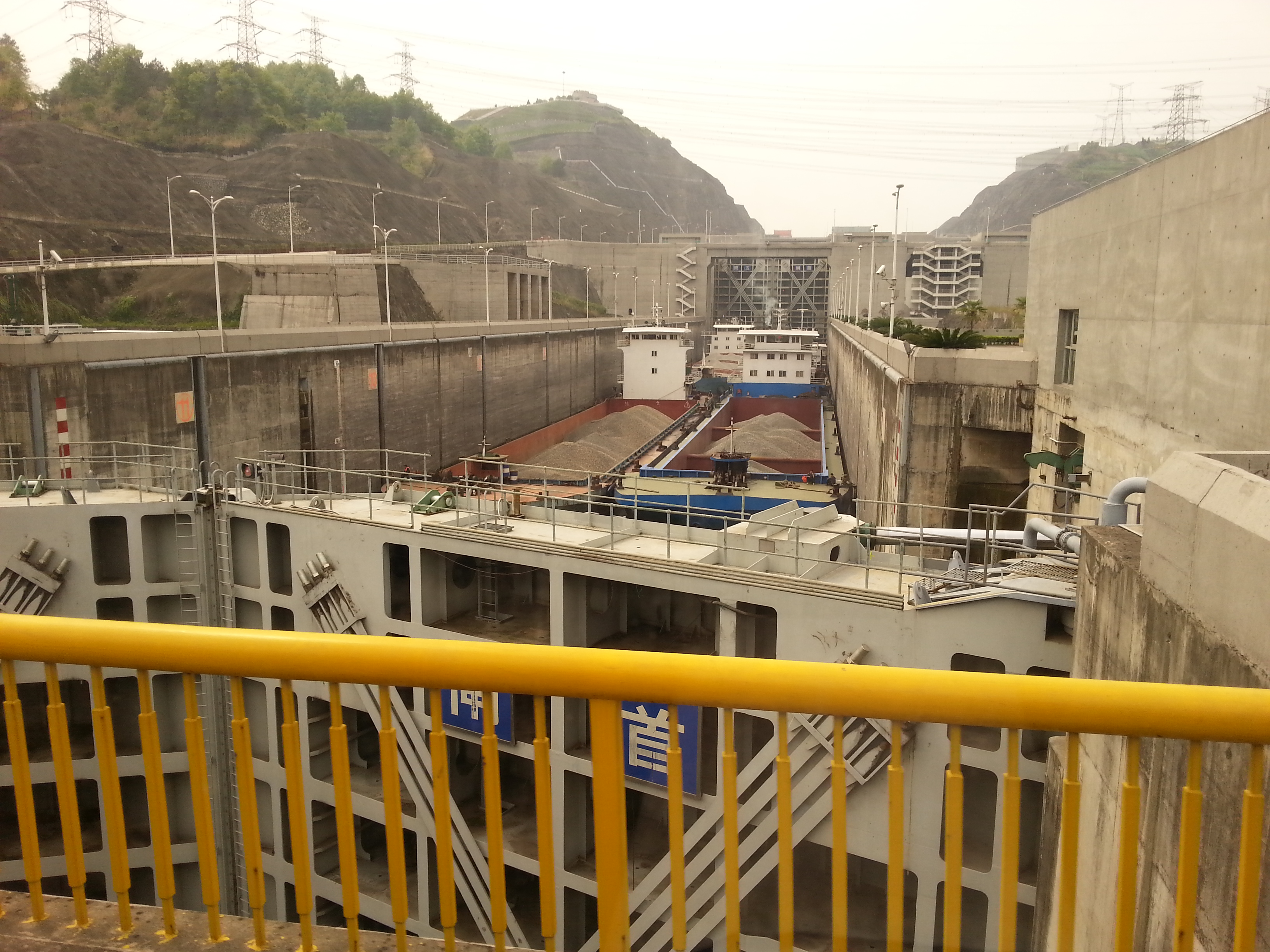
resclosa de la presa de les Tres Gorges prop de Yichang al riu Yangtze, Xina

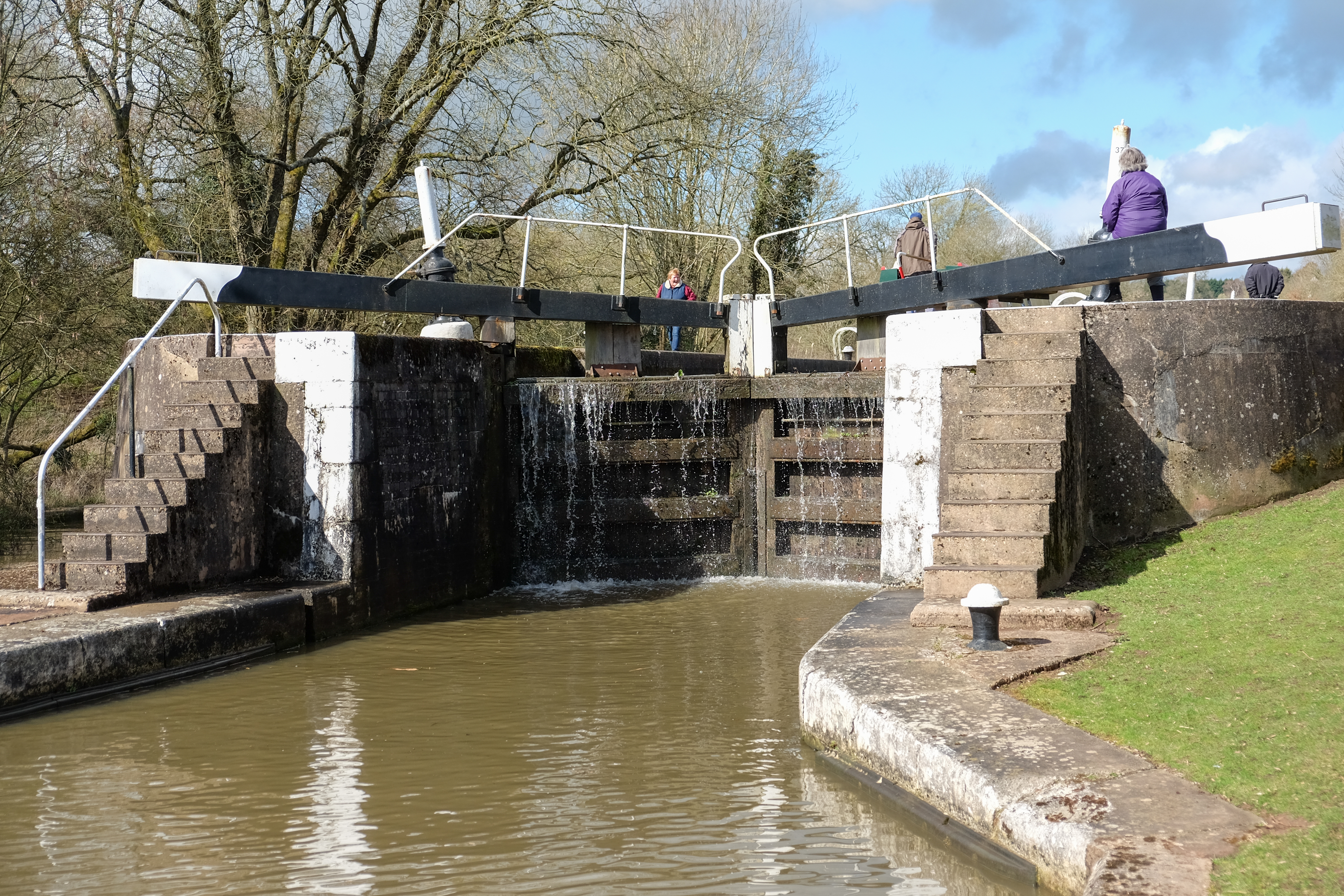
Una porta al vol de Hatton a Anglaterra

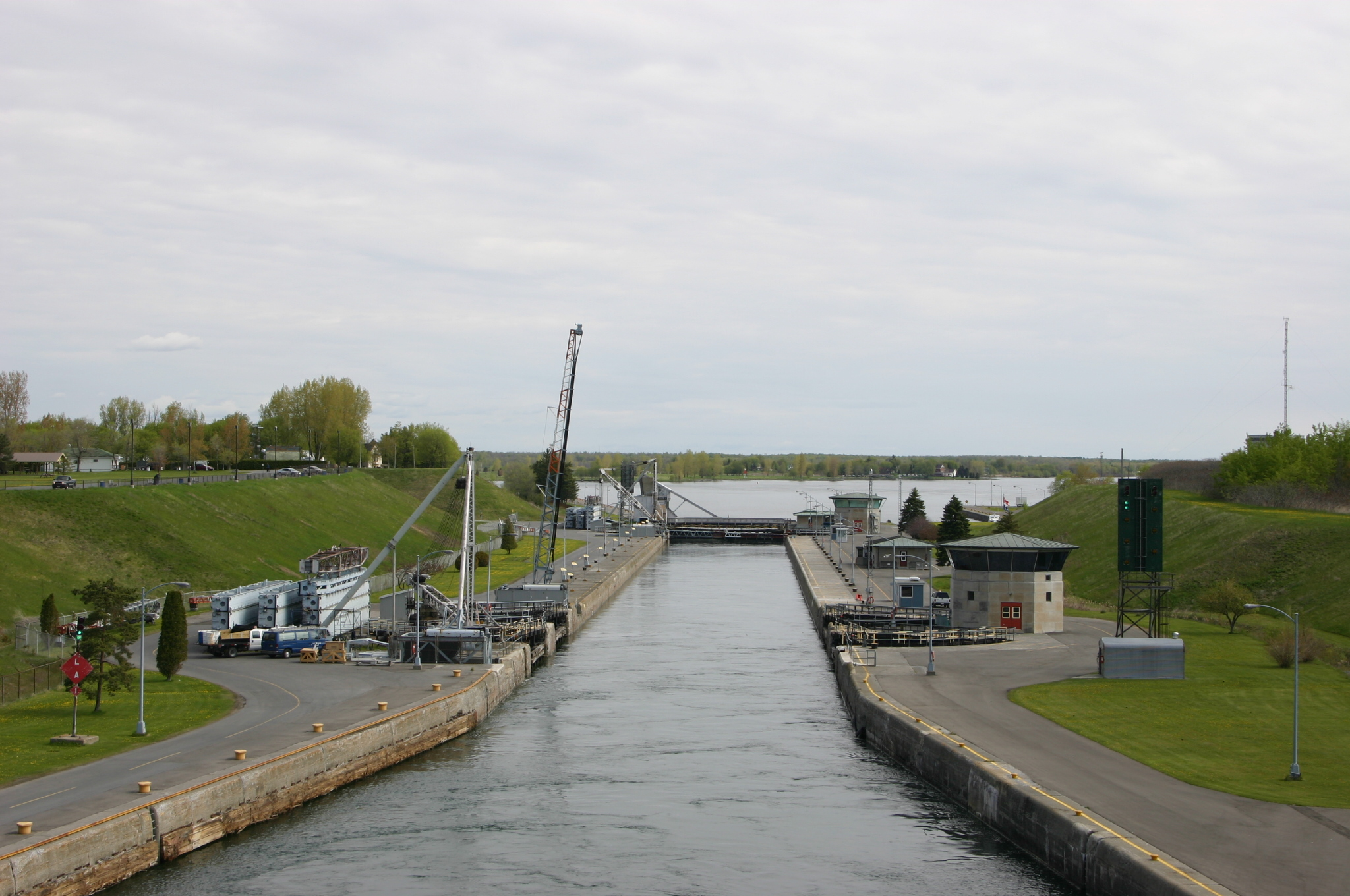
Resclosa iroquesa a la via marítima de Sant Llorenç

Les rescloses tenen tres elements bàsics:
- Una cambra estanca que connecta els canals superior i inferior, prou gran per tancar un o més vaixells. La posició de la cambra és fixa, però el nivell d'aigua pot variar.
- Una comporta (sovint un parell de mitges comportes "contraposades") a cada extrem de la cambra. S'obre una porta per permetre que un vaixell entri o surti de la cambra; quan està tancada, la porta és estanca.
- Un joc d'engranatges de resclosa per buidar oa simple (tradicionalment, un plafó pla (paleta) que s'aixeca manualment girant un mecanisme de pinyó i cremallera) que permet que l'aigua dreni dins o fora de la cambra; les rescloses més grans poden utilitzar bombes.

El principi de funcionament d'una resclosa és senzill. Per exemple, si un vaixell que viatja riu avall troba la resclosa ja plena d'aigua:
- S'obren les portes d'entrada i el vaixell hi entra.
- Tanqueu les portes d'entrada
- S'obre una vàlvula que baixa el vaixell drenant l'aigua de la cambra.
- S'obren les portes de sortida i el vaixell surt.

Si la resclosa fos buida, el vaixell hauria hagut d'esperar de un temps mentre s'omplia la resclosa. Per a un vaixell que viatja riu amunt, el procés s'inverteix; el vaixell entra a la resclosa buida i després la cambra s'omple obrint una vàlvula que permet que l'aigua entri a la cambra des del nivell superior. L'operació completa sol trigar entre 10 i 20 minuts, depenent de la mida de la resclosa i de si l'aigua de la resclosa estava originalment ajustada al nivell del vaixell.
Els navegants que s'acosten a una resclosa normalment s'alegren de trobar un altre vaixell que s'hi acosta, perquè aquest vaixell acaba de sortir de la resclosa al seu nivell i, per tant, posarà la resclosa a favor seu, estalviant entre 5 i 10 minuts. No obstant això, això no és cert per a les rescloses d'escales, on és més ràpid per als vaixells passar a comboi.

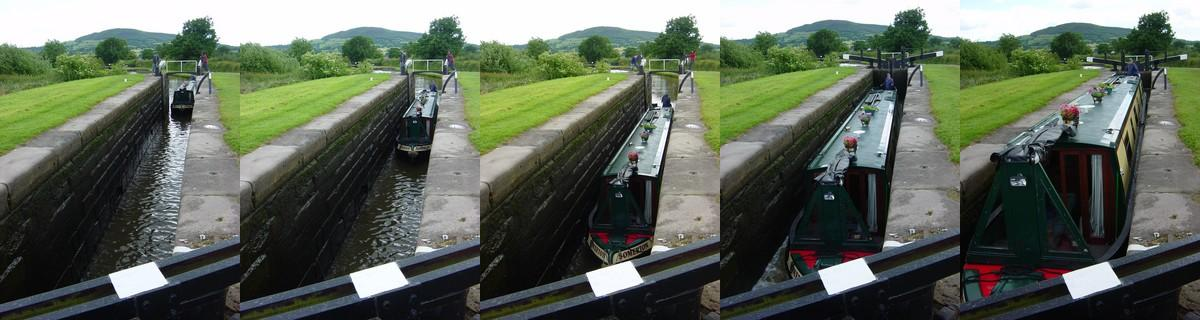
1–3. El vaixell entra a la resclosa 'buida
4. Les portes inferiors estan tancades, les paletes inferiors tancades, les paletes superiors obertes, la resclosa comença a omplir-se
5. La resclosa s'està omplint d'aigua, elevant el vaixell al nivell més alt

### Comportes
Les comportes són portes hermètiques que segellen la cambra de les lliures superiors i inferiors. Cada extrem de la cambra està equipat amb una porta, o un parell de mitges portes, fetes de roure o om (o ara, de vegades, d'acer). La disposició més comuna, generalment anomenada portes de mitra, va ser inventada per Leonardo da Vinci al voltant de finals del segle XV.

### Onatge
L'onatge es produeix en obrir sobtadament les vàlvules de paleta a les comportes de les rescloses o en buidar una resclosa. Per ajudar els vaixells que viatgen riu avall a sortir d'una resclosa, de vegades s'obren les paletes per crear un onatge, cosa que ajudar a "treure" el vaixell de la resclosa. Un barquer podria demanar un onatge d'esquena, és a dir, obrir i tancar les vàvules unes quantes vegades per crear algunes onades, que l'ajudin a sortir de la riba on estava atrapat. Si els vaixells encallaven (per estar sobrecarregats), de vegades demanaven a les tripulacions que passaven que li diguessin a la resclosa aigües amunt que els donés un onatge extra fort, que consistia a obrir totes les paletes de la comporta de la resclosa, creant una onada que afectava tota la lliura de baix.
Al canal Erie, alguns vaixells carregats van necessitar un onatge per sortir de la resclosa. En particular, els vaixells fusters, en ser molt pesats, s'escoraven cap a un costat i s'encallaven a la resclosa, i necessitaven un onatge per treure'ls. Alguns resclosers donaven un swell a qualsevol perquè els ajudés en el camí, però alguns demanaven diners pel swell.

### Bol·lards de detenció

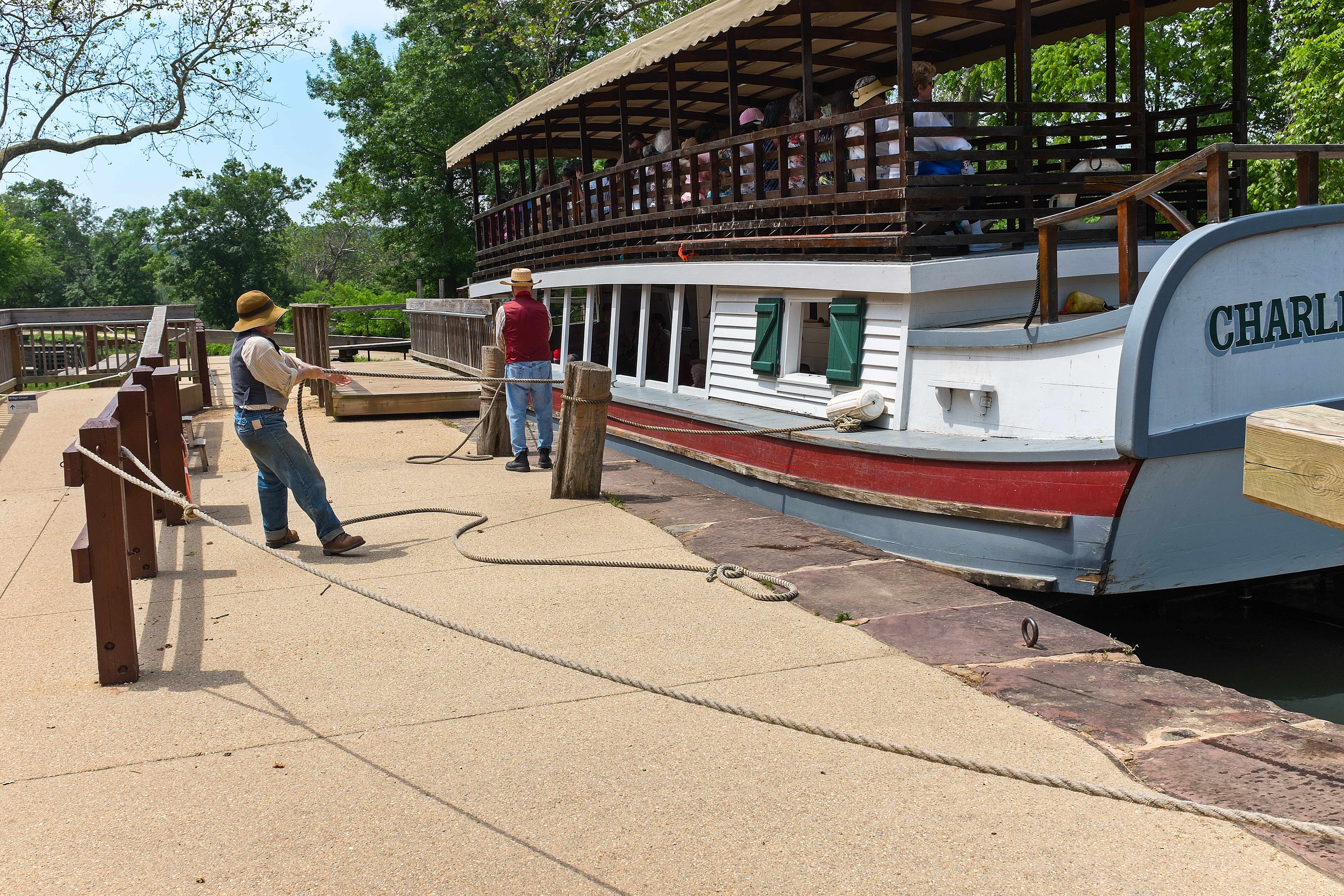
Frenant un vaixell per evitar que colpege les comportes riu avall. Vegeu la corda enrotllada al voltant del bol·lard de detenció

Als canals tirats per cavalls i mules, s'utilitzaven bol·lards per frenar o aturar un vaixell a la resclosa. Un vaixell de 200 tones que es desplaces a uns quants quilòmetres per hora podria destruir la comporta de la resclosa. Per evitar això, s'enrotllava una corda al voltant del bol·lard quan el vaixell entrava a la resclosa. Estirar la corda alentia el vaixell a causa de la fricció de la corda contra el bol·lard. Una soga 2 1⁄2 polzades (6.4 cm) de diàmetre i uns 60 peus (18 metres) de llarg s'utilitzava normalment al Canal Erie per desairar un vaixell en una resclosa.
Un incident, que va tenir lloc el juny de 1873 al canal de Chesapeake i Ohio, va involucrar el vaixell Henry C. Flagg i el seu capità borratxo. Aquest vaixell ja estava fent aigua; la tripulació, després d'haver bombat parcialment l'aigua, va entrar a la resclosa 74, movent-se davant d'un altre vaixell. Com que no van aconseguir desairar el vaixell, aquest es va estavellar contra les comportes aigües avall i les va enderrocar. La sortida d'aigua de la resclosa va fer que les comportes aigües amunt es tanquessin de cop, trencant-les també i enviant una cascada d'aigua sobre el vaixell, enfonsant-lo. Això va suspendre la navegació al canal durant 48 hores fins que es poguessin reemplaçar les comportes i treure el vaixell de la resclosa.

## Variacions

### Rescloses compostes
Per estalviar, especialment on una bona pedra seria prohibitivament costosa o difícil d'obtenir, es van fabricar rescloses compostes, és a dir, es van construir amb enderrocs o pedra de qualitat inferior, revestint les parets interiors de la resclosa amb fusta, per no desgastar els vaixells. Això es va fer, per exemple, al canal de Chesapeake i Ohio amb les rescloses a prop del túnel Paw Paw. i també el Canal de Chenango

### Operació motoritzada
En els grans canals moderns, especialment els molt grans, com els canals de navegació, les comportes i paletes són massa grans per ser accionades manualment i s'accionen mitjançant equips hidràulics o elèctrics. Al Canal de Caledònia, les comportes de les rescloses eren accionades per cabrestants accionats per l'home, un connectat per cadenes per obrir la comporta i un altre per tancar-la. El 1968, aquests havien estat reemplaçats per energia hidràulica que actuava a través d'ariets d'acer.

### Escales per a peixos
La construcció de rescloses (o preses) als rius obstrueix el pas dels peixos. Alguns peixos com les làmpades, la truita i el salmó pugen riu amunt per fresar. Per contrarestar això, sovint es prenen mesures com una escala per a peixos. Les rescloses de navegació també tenen potencial per funcionar com a vies de pesca per proporcionar un major accés a una varietat de biota.

## Casos especials

### Rescloses dobles o bessones

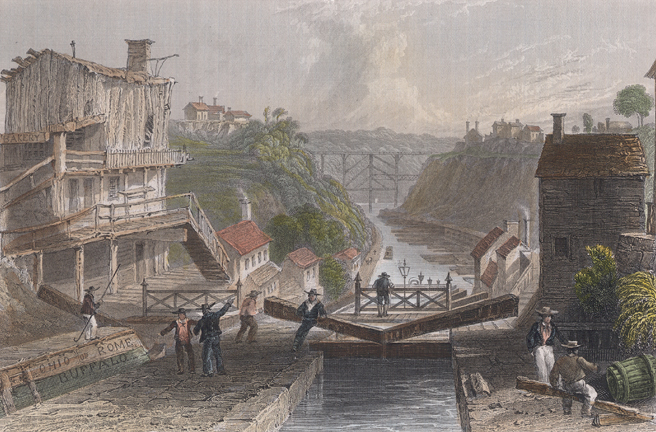
rescloses dobles. La resclosa esquerra té un pot, la resclosa dreta (centre del dibuix) és buida. Això està al Canal Erie a Lockport.

Les rescloses es poden construir una al costat de l'altra al mateix canal. D'això se'n diu duplicació, aparellament o agermanament . El Canal de Panamà té tres jocs de rescloses dobles. Duplicar ofereix avantatges en velocitat, evitant embussos en hores punta i augmentant les possibilitats que un vaixell trobi una resclosa a favor seu. En aquest projecte va treballar l'empresa belga SBE Engineering Arxivat 2019-02-15 a Wayback Machine. . També hi pot haver estalvi d'aigua: les rescloses poden ser de diferents mides, de manera que un vaixell petit no necessita buidar una resclosa gran; o cada resclosa pot actuar com un estany lateral (conca destalvi daigua) per a laltra. En aquest darrer cas, la paraula utilitzada sol ser "agermanada": aquí s'indica la possibilitat d'estalviar aigua sincronitzant el funcionament de les cambres perquè una mica d'aigua de la cambra de buidatge ajudi a omplir l'altra. Aquesta instal·lació porta molt de temps retirada als canals anglesos, encara que de vegades es poden veure equips en desús, com a Hillmorton al canal d'Oxford . En altres llocs encara es fan servir; El 2014 es van obrir un parell de rescloses bessones al canal Dortmund-Ems, prop de Münster, Alemanya.
La en un temps famosa resclosa de Lockport, Nova York, també era un joc de rescloses duplicades. Cinc rescloses bessones van permetre als vaixells amb rumb est i oest pujar o baixar els 60 peus (18 m) de desnivell del Niàgara, considerable proesa d'enginyeria del segle xix. Si bé Lockport avui té dues grans rescloses d'acer, la meitat de l'antiga resclosa bessona actua com un sobreeixidor d'emergència i encara es pot veure, i les comportes originals es van restaurar a principis de 2016.

### Rescloses rodones

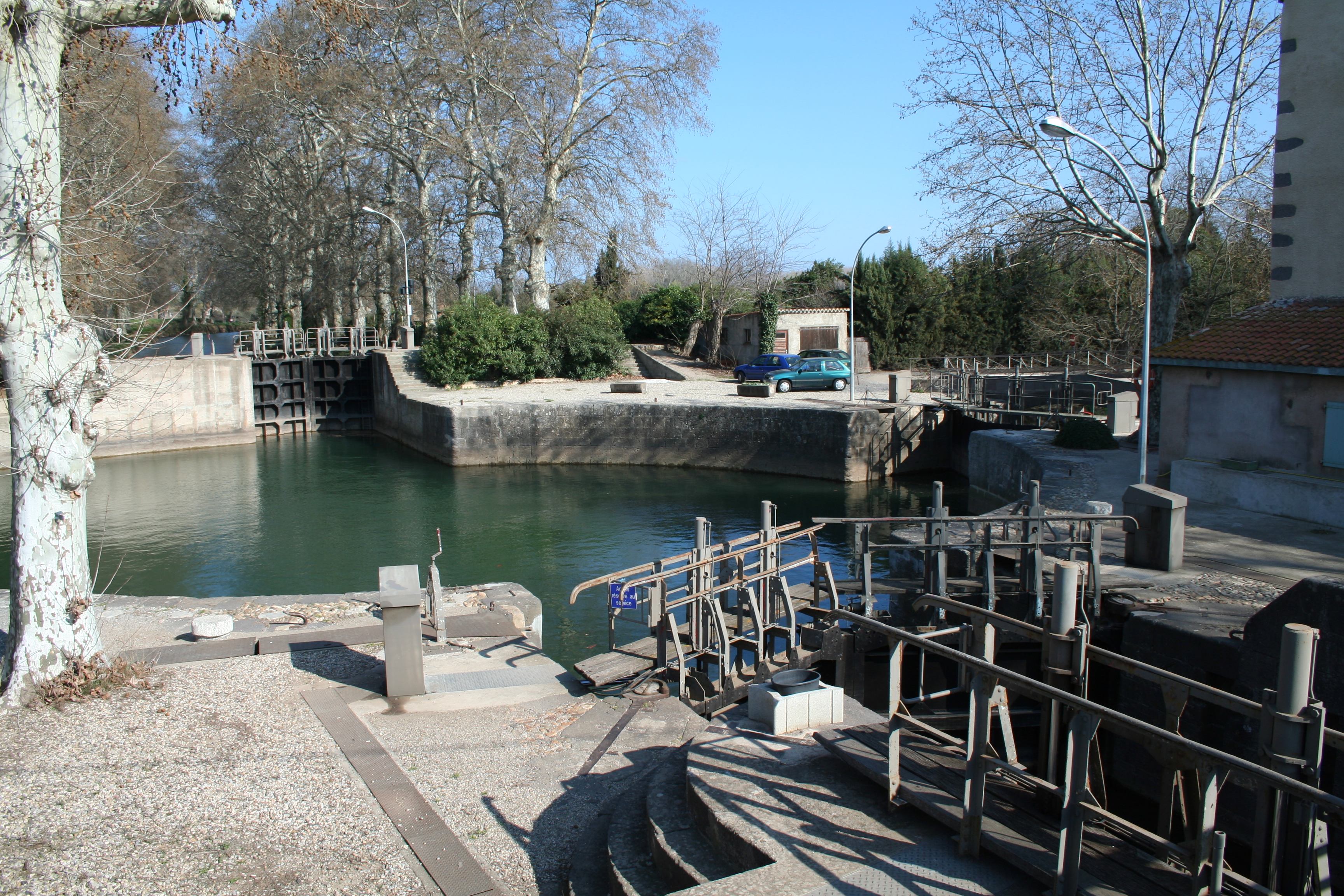
resclosa rodona Agde

L'exemple més conegut d'una resclosa rodona d'aquest tipus és la resclosa rodona d'Agde al Canal du Midi a França. Serveix com a resclosa a la línia principal del canal i permet l'accés al riu Hérault.
Se puede encontrar una segunda esclusa circular francesa en forma de Écluse des Lorraines, ahora en desuso, que conecta el Canal lateral à la Loire con el río Allier.
Si bé el concepte s'ha suggerit en diversos casos, l'únic exemple al món d'una resclosa que realment s'ha construït és a Dalmuir, al canal Forth and Clyde, a Escòcia. Aquesta resclosa, de tipus cambra única, es va incorporar durant la restauració del canal per permetre la substitució d'un pont giratori (en una carretera transitada) per un pont fix, i així respondre a les crítiques que la restauració del canal provocaria. freqüents interrupcions de l'intens trànsit rodat. Es pot buidar bombant, però com que això consumeix molta electricitat, el mètode utilitzat quan el subministrament daigua és adequat és drenar la resclosa fins a un lloc proper.

### Rescloses gegants

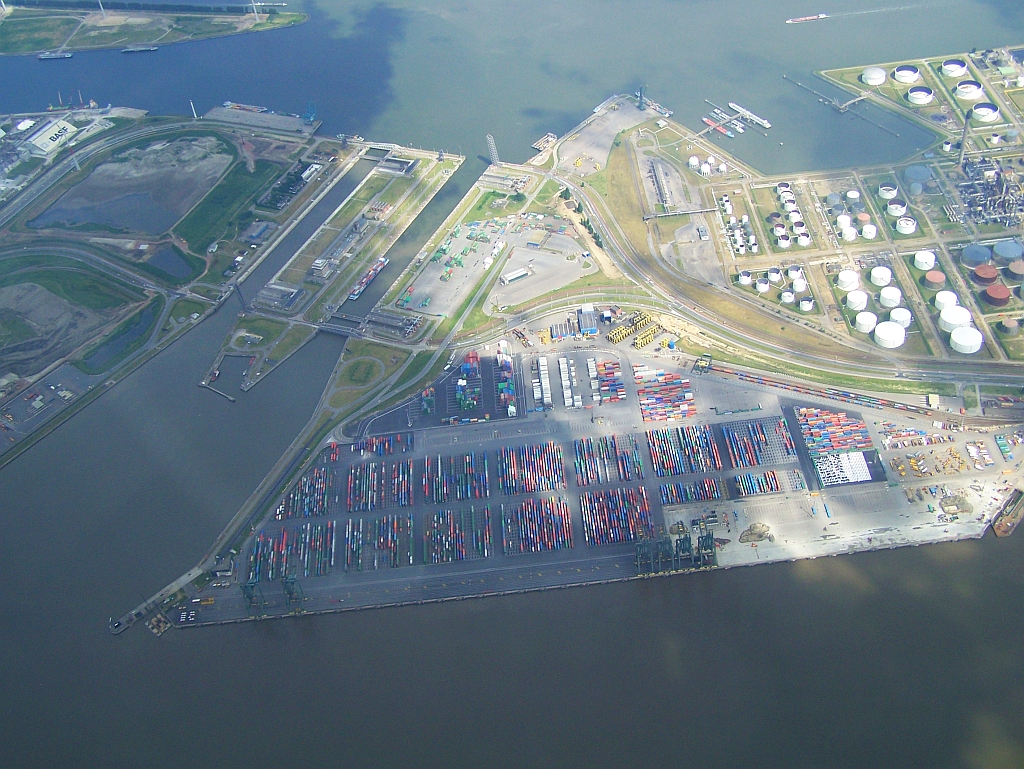
Esclusa Berendrecht (dreta) i Esclusa Zandvliet (esquerra), ubicades a l'entrada al port d'Anvers (a dalt) des de l'Escalda (primer pla)

El 2016, la resclosa de Kieldrecht al port d'Anvers a Bèlgica va ser la resclosa més gran del món, sent la segona la resclosa de Berendrecht al mateix port que encara conserva el títol de ser la de major volum. El 2022, la resclosa marítima d'IJmuiden que serveix al port d'Amsterdam es va convertir en la resclosa més gran del món en dimensions. La resclosa té 500 m (1,600 ft) de llarg, 70 m (230 ft) d'amplada i té portes corredisses amb resclosa que creen una profunditat útil de 18 m (59 ft) . La mida de les rescloses no es pot comparar sense considerar la diferència en el nivell de l'aigua sota el qual estan dissenyades per operar. Per exemple, la resclosa de Bollène al riu Roine té una caiguda d'almenys 23 m (75 ft), les rescloses de Leerstetten, Eckersmühlen i Hilpoltstein al canal Rin-Meno-Danubio tenen una caiguda de 24.67 m (80.9 ft), cadascuna i la resclosa d'Oskemen al riu Irtysh al Kazakhstan té una caiguda de 42 m (138 ft).

## Ús d'aigua

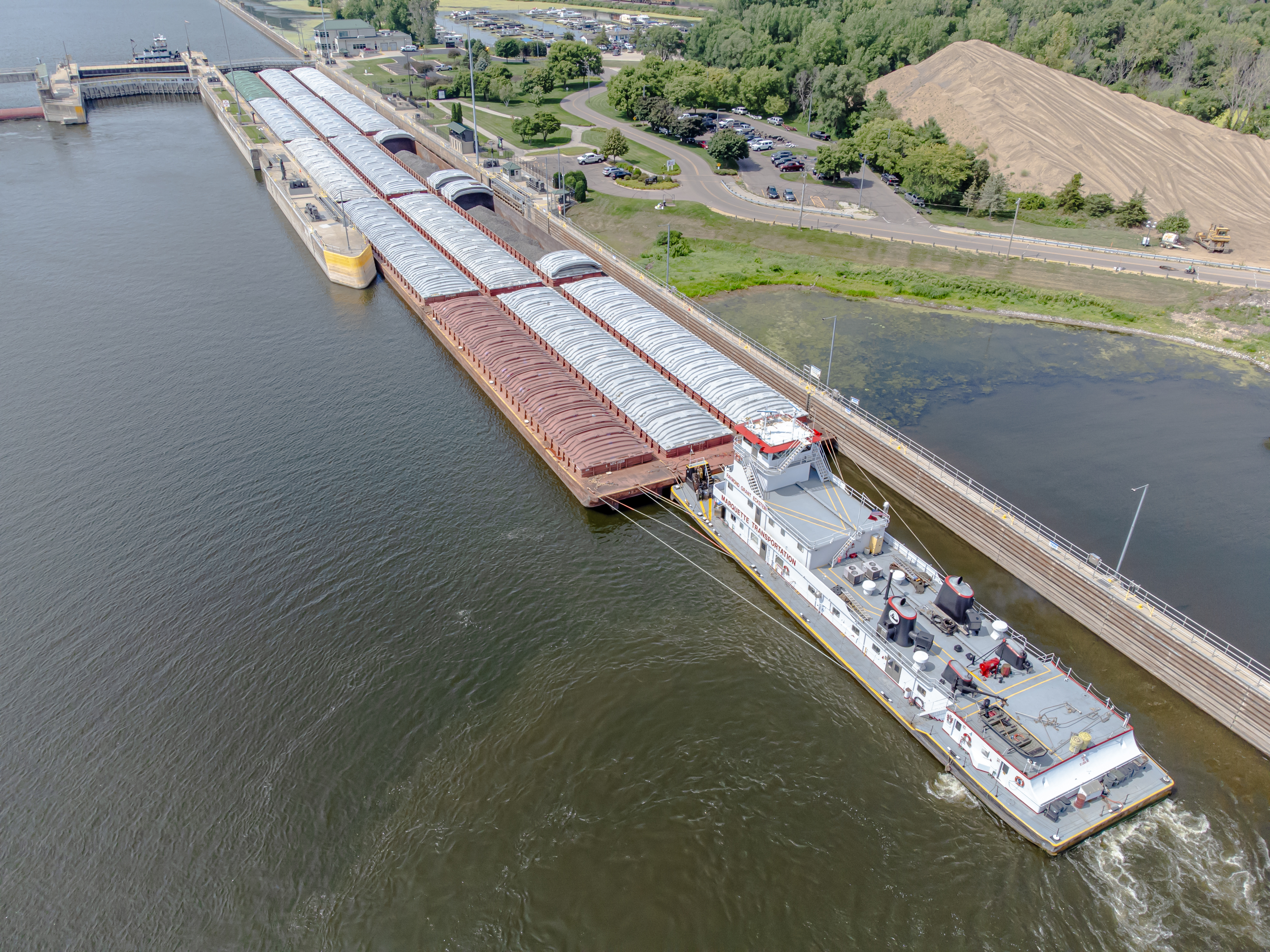
Alt riu Mississippi
Resclosa i presa

### Estanys estalviadors d'aigua
Als canals anglesos, aquests estanys es denominen "estanys laterals". El Canal Droitwich, reobert el 2011, té un tram de tres rescloses a Hanbury, les quals tenen totes estanys laterals operatius.

## Alternatives

### Plànol inclinat
Actualment no hi ha plànols inclinats per a vies navegables en funcionament al Regne Unit, però es poden veure les restes d'un de famós a Foxton, a Leicestershire, al braç de Leicester del Grand Union Canal . L'avió va permetre als vaixells de màniga ampla evitar el tram de deu rescloses estretes, però la falta de millores a l'altre extrem del braç i els alts costos de funcionament van portar a la seva desaparició primerenca. Hi ha plans per restaurar-ho i s'ha obtingut cert finançament.

### Resclosa de calaix

Funcionament de la resclosa de calaix

Al voltant de 1800 , Robert Weldon va proposar l'ús d'esclusas de calaix per al canal de carbó de Somerset a Anglaterra. En aquest ascensor submarí, la cambra tenia 80 peus (24,4 m) de llarg i 60 ft (18.3 m) de profunditat i contenia una caixa de fusta completament tancada, prou gran com per albergar una barcassa. Aquesta caixa es va moure cap amunt i cap avall als 60 ft (18.3 m) toll d'aigua profund. A banda de les inevitables fugues, l'aigua mai no va sortir de la cambra i l'ús de la resclosa no va desaprofitar aigua. En canvi, el vaixell va entrar a la caixa i va ser segellat per la porta que es va tancar darrere seu, i la mateixa caixa es va moure cap amunt o cap avall a través de l'aigua. Quan la caixa estava al fons de la cambra, estava per sota de gairebé 60 peus (18.3 m) daigua – a una pressió de three caixer automàtic, en total. Una d'aquestes "escluses" va ser construïda i mostrada al Príncep Regent (més tard Jorge IV), però va tenir diversos problemes d'enginyeria i el disseny no es va posar en ús al Canal del Carbó.

### Elevació hidropneumàtica
Possiblement inspirat en la resclosa de calaix de Weldon, William Congreve va patentar el 1813 una "resclosa de doble equilibri hidropneumàtica" en què dues rescloses adjacents que contenien calaixos pneumàtics podien pujar i baixar en contrapès mitjançant el moviment de l'aire comprimit d'un calaix a l'altre . Aproximadament el 1817, la Regents Canal Company va construir una d'aquestes rescloses al lloc de l'actual Camden Lock, al nord de Londres. Aquí la motivació va ser novament els problemes de subministrament d'aigua. L'empresa va insistir en diverses modificacions al disseny de Congreve; la instal·lació resultant va resultar insatisfactòria i aviat va ser reemplaçada per rescloses convencionals.